# معصومه شادمانی
معصومه شادمانی معروف به مادر کبیری (۱۳۱۰ – ۵ دی ۱۳۶۰)، مادر شش فرزند، خانه‌دار و از سال ۱۳۵۰ از هواداران سازمان مجاهدین خلق ایران بود. در سال ۱۳۵۳ دستگیر و نخست به اعدام و سپس به حبس ابد محکوم شد. با شروع انقلاب در سال ۱۳۵۷ آزاد شد و پس از انقلاب در انتخابات اولین دوره مجلس شورای ملی به عنوان کاندیدای سازمان مجاهدین خلق در انتخابات شرکت کرد.
پسر و عروس وی، حسن کبیری و هما ربوبی در اوائل دهه ۱۳۶۰ در درگیری مسلحانه با مأموران کشته شدند.

## دستگیری و اعدام
معصومه شادمانی یکی از مادران مجاهد بود. او در آبان ۱۳۶۰ دستگیر و به زندان اوین برده شد. نگهبانان و بازجوها دستگیری او را با صدای بلند به دیگر زندانیان اعلام می‌کردند تا روحیه دیگر زندانیان را درهم بشکنند. معصومه را در زندان اوین به شدت شکنجه کردند. او از داشتن وکیل، ملاقات و تماس با خانواده محروم بود و سرانجام در همان سال اعدام شد.